# محمد مقيم الخزاعي
الشيخ محمد مقيم بن درويش محمد الحامدي الخزاعي الأصفهاني النجفي (ت. 1165 هـ). رجل دين وفقيه شيعي من أهل أصفهان، أقام وتوفي بالنجف. وله بعض المؤلَّفات باللغة العربيَّة، وبعضها تعريب لكتب فارسيَّة.

## وفاته
كانت وفاته في السادس عشر من ربيع الأول 1165 هـ.

## مؤلفاته
| - حاوي نخب الأدلة والأقوال فيما لا يجوز جهله من العقائد والأعمال. شرح على كتاب بداية الهداية للحر العاملي، ويقع في عدَّة مجلدات. | - ترجمة شهادة الخصوم. هو تعريب لكتاب حياة القلوب لمحمد باقر المجلسي، ونقل الطهراني أنَّه عربه وضم إليه بعض التكميلات المناسبة مع بعض التغييرات. |